# Byttneria melastomifolia
Byttneria melastomifolia är en malvaväxtart som beskrevs av St.-hil.. Byttneria melastomifolia ingår i släktet Byttneria och familjen malvaväxter. Inga underarter finns listade i Catalogue of Life.